# Aperusia albifascia
Aperusia albifascia là một loài bướm đêm trong họ Geometridae.